# I Got 5 on It
 I Got 5 on It è il primo singolo del gruppo hip hop statunitense Luniz, pubblicato il 23 maggio 1995 ed estratto dal loro album di debutto, Operation Stackola. Il brano, distribuito dalla label Noo Trybe, è prodotto da Tone Capone e vede la partecipazione di Michael Marshall.
La canzone diviene la più celebre del gruppo, aiutando l'album Operation Stackola a ottenere maggiore successo.
Il singolo campiona Why You Treat Me So Bad dei Club Nouveau, Jungle Boogie di Kool and the Gang e Top Billin' degli Audio Two. Il singolo ha avuto diversi remix non ufficiali.
Il 25 Dicembre 2018 viene usata come sottofondo musicale nel trailer del film Noi di Jordan Peele, in uscita nel 2019.

## Altre versioni
La base di I Got 5 on It è stata campionata per la canzone Satisfy You di Puff Daddy feat. R. Kelly; i Luniz appaiono nel secondo remix ufficiale della canzone, "West Coast Remix". La canzone è stata usata da molti rapper per dei freestyle, tra gli altri The Game (che dissa Yukmouth con I Got A Mill On It), Yo Gotti, Lloyd Banks e Lil' Flip.
Tra gli artisti che hanno campionato questa canzone anche Redman (Whateva Man), Big Sean feat. Curren$y e Chip tha Ripper in Five Bucks (5 on It), Meek Mill feat. Jadakiss in Heaven or Hell, Busta Rhymes feat. Chance the Rapper (Hello), Jennifer Lopez feat. Nas in I'm Gonna Be Alright.

## Tracce

### 12 pollici
Lato A
1. I Got 5 on It (clean version) - 4:13
2. I Got 5 on It (instrumental) - 4:14

Lato B
1. So Much Drama (LP Version) (street) feat. Nik Nack - 5:14
2. So Much Drama (Instrumental) - 5:14

### CD
1. I Got 5 on It (clean short mix) - 3:59
2. I Got 5 on It (clean bay ballas vocal remix) feat. Dru Down, E-40, Humpty Hump (Shock G), Richie Rich, Shock G, Spice 1 - 4:12
3. I Got 5 on It (gumbo funk remix) remixata da N.O. Joe - 4:50
4. I Got 5 on It (clean weedless mix) - 4:12

### Cassetta
Lato A
1. I Got 5 on It (clean short mix) - 3:59
2. I Got 5 on It (clean bay ballas vocal remix) feat. Dru Down, E-40, Humpty Hump (Shock G), Richie Rich, Shock G, Spice 1 - 4:12
3. I Got 5 on It (drop zone rub 1)
4. I Got 5 on It (drop zone rub 2)

Lato B
1. I Got 5 on It (clean short mix) - 3:59
2. I Got 5 on It (clean bay ballas vocal remix) feat. Dru Down, E-40, Humpty Hump (Shock G), Richie Rich, Shock G, Spice 1 - 4:12
3. I Got 5 on It (drop zone rub 1)
4. I Got 5 on It (drop zone rub 2)

## Classifiche

### Classifiche settimanali
| Classifica (1995-1996)   | Posizione massima |
| ------------------------ | ----------------- |
| Australia                | 52                |
| Austria                  | 6                 |
| Belgio (Fiandre)         | 5                 |
| Belgio (Vallonia)        | 7                 |
| Europa                   | 6                 |
| Francia                  | 6                 |
| Germania                 | 2                 |
| Irlanda                  | 6                 |
| Norvegia                 | 2                 |
| Nuova Zelanda            | 24                |
| Paesi Bassi              | 2                 |
| Regno Unito              | 3                 |
| Stati Uniti              | 8                 |
| US Hot R&B/Hip-Hop Songs | 4                 |
| US Holyday Airplay       | 5                 |
| US Hot Rap Songs         | 2                 |
| US Radio Songs           | 36                |
| US R&B/Hip-Hop Airplay   | 19                |
| US Rhythmic Songs        | 15                |
| Svezia                   | 2                 |
| Svizzera                 | 2                 |
| Classifica (1998)        | Posizione massima |
| Regno Unito              | 28                |

### Classifiche di fine anno
| Classifica (1995) | Posizione massima |
| ----------------- | ----------------- |
| Stati Uniti       | 36                |
| Classifica (1996) | Posizione massima |
| Austria           | 34                |
| Belgio (Fiandre)  | 18                |
| Belgio (Vallonia) | 22                |
| Francia           | 28                |
| Paesi Bassi       | 32                |
| Svizzera          | 22                |